# Paz Lázaro

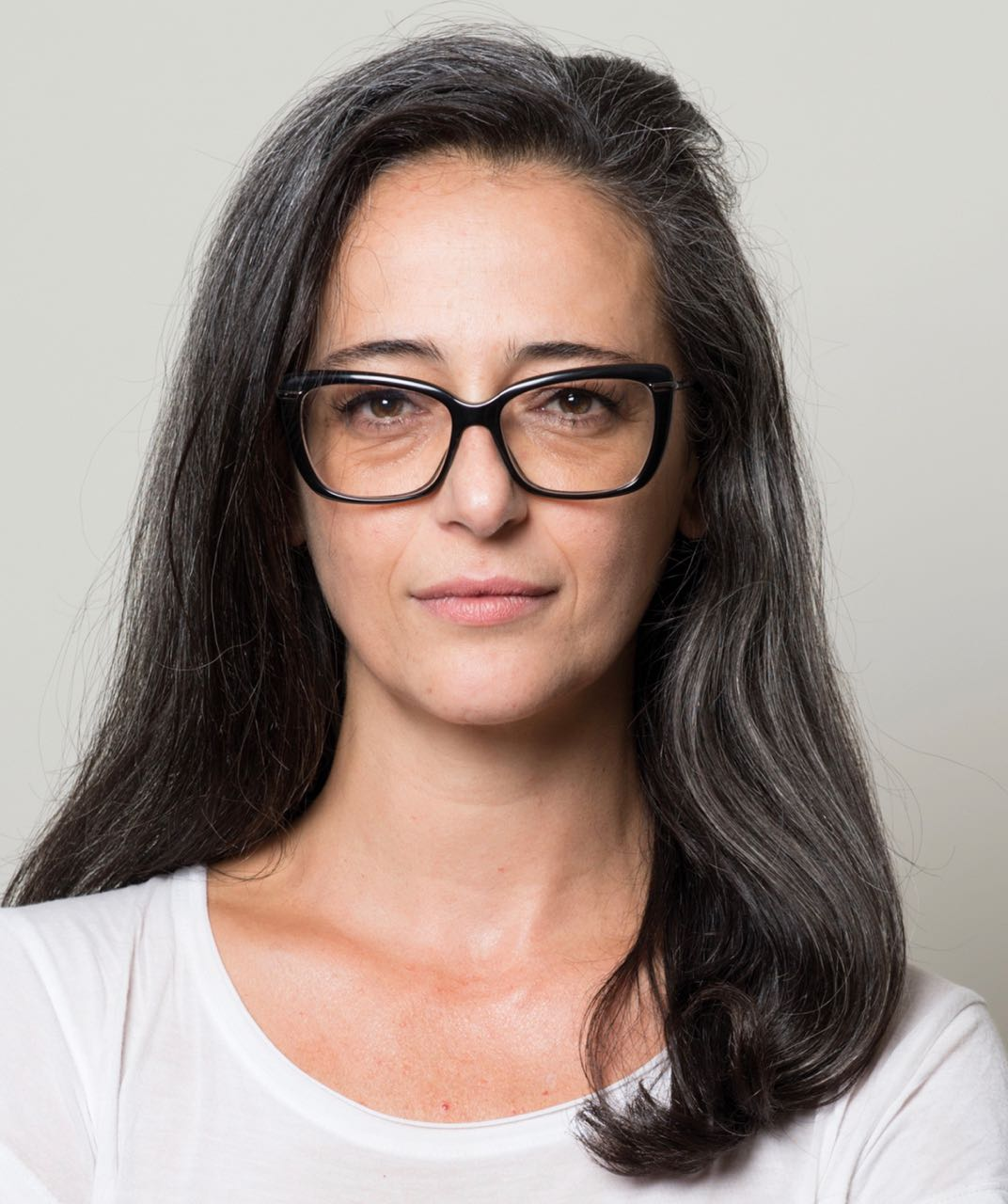
Paz Lázaro (2017)

Paz Lázaro (geboren 1972 in Sevilla, Spanien) ist eine spanische Filmschaffende. Seit 2000 arbeitet sie für die Internationalen Filmfestspiele Berlin. 2018 und 2019 war sie Leiterin und Kuratorin der Panorama-Sektion der Berlinale.

## Leben
Paz Lázaro besuchte von 1987 bis 1991 die Munich International School und machte dort 1991 ihr Abitur. Von 1992 bis 1998 studierte sie Spanisch, Englisch und Soziologie an der Universität München (Abschluss Master of Arts). Danach arbeitete sie, vor allem in Spanien, in der Film- und Theaterproduktion. Ab 2000 war sie für die Internationalen Filmfestspiele Berlin tätig. Von 2004 bis 2007 war sie als Teil eines Teams Kuratorin für das internationale Kurzfilmfestival Interfilm Berlin. Von 2006 bis 2017 war sie die Programmmanagerin der Panorama-Sektion der Berlinale. 2018 und 2019 war sie Leiterin und Kuratorin dieser Berlinale-Sektion. Seit 2007 ist sie Mitglied des Auswahlkomitees für den Wettbewerb des Filmfestivals. Als Drehbuch- und Schnittberaterin hat sie für das Instituto de la Cinematografía y de las Artes Audiovisuales (ICAA) in Spanien, das Instituto de Cine y Audiovisual del Uruguay (ICAU) in Uruguay und den Fondo de Promoción Cinematográfica (FOPROCINE) in Mexiko gearbeitet.